# 세이 신세이
세이 신세이/이노 마나리(井真成, 699년-734년)는 나라 시대 일본의 유학생이자 당나라의 관리였다. 중국 당나라의 옛 수도였던 시안(西安)에서 그 묘지(墓誌)가 발견되면서 그 존재가 새롭게 확인되었다.

## 개요
중국 산시성 시안 시내의 공사현장에서 발견된 그의 묘지는 잠시 개인 소유가 되었다가 중국 서북대학교 부속박물관이 소장하게 되었다. 묘지는 일본인 유학생인 세이 신세이가 개원 22년(734년) 정월 모일에 죽어 상의봉어(尙衣奉御) 관직을 추증받았다는 사실을 전하고 있다. 고고학적으로 이는 중국에서 발견된 첫 일본인 묘지이자, 현존하는 석각 자료 안에서 '일본'이라는 국호를 표기한 가장 오래된 사례로 주목받는다.

## 묘지

### 원문
묘지의 원문은 아래와 같다. ■는 판독이 어려운 글자이다.
```
贈尚衣奉御井公墓誌文并序

公姓井字眞成國號日本才稱天縱故能

■命遠邦馳騁上國蹈禮樂襲衣冠束帶

■朝難與儔矣豈圖強學不倦聞道未終

■遇移舟隙逢奔駟以開元廿二年正月

■日乃終于官弟春秋卅六皇上

■傷追崇有典詔贈尚衣奉御葬令官

■卽以其年二月四日窆于萬年縣滻水

■原禮也嗚呼素車曉引丹旐行哀嗟遠

■兮頹暮日指窮郊兮悲夜臺其辭曰

■乃天常哀茲遠方形旣埋于異土魂庶

歸于故鄕
```

## 묘지의 의문
- 묘지는 석면 한쪽 면에 적어넣는 것이 보통인데 이 묘지는 왼쪽 1/4의 부분이 공백으로 남아있는 점.
- 표기 형식이 일반적인 것과 조금 다른 것.
- 관직을 지낸 연혁이 기재되어 있지 않은데도 사후에 고위 관직을 받은 것.
- 묘지의 발견이 과학적인 조사에 의한 것이 아니라 공사 현장 지하에서 땅을 파던 인부의 손으로 수습되었는데, 그 파낸 인부에 대해 확실하지 않은 점.

## 묘지에 대한 연구
연구에 따르면, 세이 신세이는 요로 원년(717년)에 다지히노마히토 아가타모리(多治比真人県守)를 대사(大使)로 한 견당사(遣唐使)로서 당으로 건너갔다. 이것은 아베노 나카마로(阿倍仲麻呂)나 기비노 마키비(吉備真備)와 같은 시대에 해당한다. 세이 신세이가 죽기 1년 전인 733년은 일본 연호로는 덴표(天平) 5년, 당나라 현종 개원(開元) 21년으로, 다지히노마히토 히로나리(多治比真人広成)를 대사로 하는 견당사가 당에 왔으며, 이듬해에는 일본의 유학생 기비노 마키비 등을 데리고 귀국하였다. 세이 신세이는 이 견당사가 아직 당에 머무르고 있을 때 병으로 죽은 것으로 보인다. 또한 묘지에는 '일본'이라는 국명이 기재되어 있어 의미가 깊다. 2005년 12월에 NHK스페셜 『신 실크로드(新シルクロード)』에서 세이 신세이의 이미지 드라마가 방송되기도 했다.
세이(井)라는 성은 중국풍으로 한 글자로 생략된 것인데, 고대 일본의 귀화계 씨족인 「이노베 씨」(井上氏) 또는 같은 귀화계 씨족인 「후지이 씨」(葛井氏) 출신이 아닐까 추정하는 연구자도 있다. 후지이 씨와 관련된 후지이데라(葛井寺)가 있는 지금의 일본 오사카부(大阪府) 후지이데라시(藤井寺市)에서는 이 시기의 후지이 씨에게 「○成」와 같이 이름 끝이 '成'자가 들어가는 이름이 많이 보이는 것을 근거로 세이 신세이도 「후지이 사네나리」(葛井真成)라 부르고 있으며, 「묘지로나마 고향 땅을 밟게 해주자」는 운동이 일어나 2005년에 실현되었고 에이설 슈라 홀에서 일반에 공개되었다.
또한 후지이데라 시 공식 캐릭터로써 「마나리 군」(まなりくん)이라는 현지 캐릭터가 창작되기도 했다.

## 세이 신세이의 출자에 대한 학설들
후지이 씨(葛井氏)이라는 설
일본 나라 대학(奈良大学) 도노 히로유키(東野治之) 교수 ・ 전 홋카이도 대학 사에키 아리키요(佐伯有清) 교수의 주장이다.
고대 호족으로 도래 귀화인의 먼 후손으로써 외교관 등을 배출했던 후지이 씨의 일족이 아닐까 주장하는 설이다.
이노베 씨(井上氏)라는 설
일본 국학원대학(國學院大學)의 스즈키 야스타미(鈴木靖民)의 주장이다.
고대 호족으로써 일본에 온 도래인 이노베 씨(井上氏)의 일족은 아닐까 하는 주장으로 후지이 씨(葛井氏)라면 외자로 변용할 때 중국에도 흔한 성씨인 「갈」(葛)이라는 성씨를 쓸 수도 있는데 그러지 않았다는 것도 하나의 근거가 되고 있다. 또한 후지이라는 성씨는 요로 4년(720년)에나 하사된 성씨(《속일본기》)이므로 세이 신세이가 그 3년 동안에 당에 파견되었던 사실과도 연대적으로 맞지 않게 되며, 이노베노 이미키(井上忌寸)와 후지이노 무라치(葛井連) 모두 가와치국(河内国) 시키 군(志紀郡)을 거점으로 하는 도래계 씨족이라는 것도 지적되고 있다.
정진성(情真誠) 설
중일관계사학회(中日関係史学会) 부회장 장운방(張雲方)의 주장이다.
중국어로 성실하고 정직한 인품을 지칭할 때 사용하는 말과 비슷한 뜻을 가진 이름을 황제로부터 하사받은 것이 아니냐는 주장으로 여기서 일본어 본명은 알 수 없다고 주장하고 있다.
중국 성씨 설
중국 서안 서북대학 왕유곤(王維坤) 교수의 주장이다.
「井」라는 성은 당나라 때부터 장안 주변에 널린 성씨였고 이를 채용하였다는 주장으로, 이 경우에도 일본에서의 본명은 알 수 없다고 주장하고 있다.
고급 관리설
중국 푸단 대학(復旦大学) 교수 한승(韓昇)은 세이 신세이가 「717년에 유학한 것이 아니라 733년의 견당사 수행원(고급 관리)으로써 왔다」고 주장하였는데, 그 논거는 다음과 같다.
- 당의 제도에서는 관립 학교의 재학기간이 최장 9년으로 「17년 동안 유학하였다」는 것은 있을 수 없다.
- 신세이 사후 추증된 관직인 「상의봉어」(尚衣奉御)는 중국에서 황제의 의복을 관리하는 부문의 책임자로써 단순한 유학생에게 주어졌다고는 볼 수 없다(당시 이 관직에 나아갈 수 있는 것은 황자를 포함한 황실 일족 뿐이었다).
- 세이 신세이가 사망한 장소로 표기되어 있는 관제(官第)는 중국에 와서 단기 체류할 외국 사절용 숙박소이다.
- 세이 신세이의 죽음은 황제에게도 보고되었고 장례 비용은 당 정부에서 부담하였다고 기록되어 있는데 이는 3등관 이상의 외국사절에 대해 지급되는 것이었다.

## 같이 보기
- 견당사